# Dunkle Glockenblume
Die Dunkle Glockenblume (Campanula pulla), auch Österreichische Glockenblume genannt, ist eine Pflanzenart aus der Gattung der Glockenblumen (Campanula) innerhalb der Familie der Glockenblumengewächse (Campanulaceae). Sie kommt nur in Österreich vor.

## Beschreibung

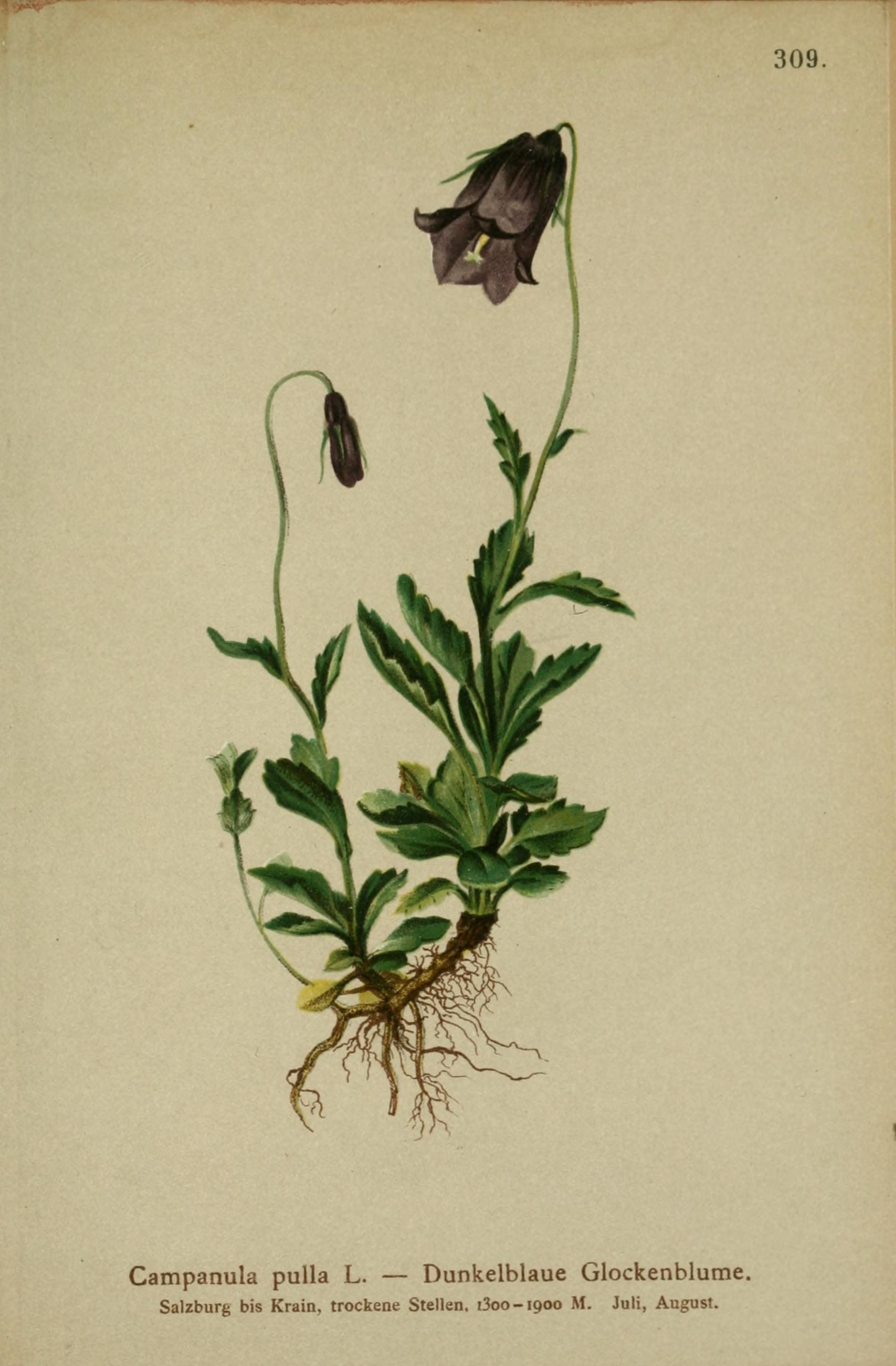
Illustration aus Atlas der Alpenflora

### Vegetative Merkmale
Die Dunkle Glockenblume ist einer ausdauernde krautige Pflanze, die Wuchshöhen von 5 und 15, selten bis zu 20 Zentimetern erreicht. Der Stängel ist aufrecht, kahl oder am Grund borstig, oberwärts meist unbeblättert. Alle Stängelblätter sind kerbsägig, wobei die Spreite der unteren und mittleren rundlich, elliptisch oder eiförmig und in den kurzen Laubblattstiel verschmälert sind.

### Generative Merkmale
Die Blütezeit ist von Juni bis August. Die nickenden bis hängenden Blüten stehen meist einzeln. Die zwittrigen Blüten sind radiärsymmetrisch und fünfzählig mit doppelter Blütenhülle. Die Kelchblätter sind 7 bis 12 Millimeter lang. Die Kelchzipfel sind lineal-lanzettlich und mehr als halb so lang oder halb so lang wie die Kronröhre. Die dunkelviolette Krone ist 15 bis 25 Millimeter lang. Die Staubbeutel sind etwa 1 Millimeter lang.
Die Chromosomenzahl beträgt 2n = 34.

## Vorkommen
Die Dunkle Glockenblume ist in Österreich endemisch (besonders in den nordöstlichen Kalkalpen) und zerstreut bis häufig in Niederösterreich (östlich bis Schneeberg und Rax), Oberösterreich, Steiermark, Kärnten (sehr selten) und Salzburg zu finden.
Als Standort bevorzugt diese kalkstete Art feuchte Fels- und Felsschuttfluren und Schneeböden (Schneetälchen) von der subalpinen bis alpinen Höhenstufe von 1500 bis 2200 Metern Meereshöhe.

## Taxonomie
Die Erstveröffentlichung von Campanula pulla erfolgte 1753 durch Carl von Linné in Species Plantarum, Tomus I, Seite 163. Das Epitheton "pulla", das "dunkel, schwärzlich" bedeutet, hat Linné von Caspar Bauhins Pinax (1623) übernommen.